# Lasioglossum yukonae
Lasioglossum yukonae är en biart som först beskrevs av den kanadensiska entomologen Jason Gibbs 2010. Den ingår i släktet smalbin och familjen vägbin. Arten förekommer i västligaste Kanada.

## Beskrivning
Huvudet och mellankroppen är blekgrönt med blåaktigt och gulaktigt skimmer hos honan, blått hos hanen. Munskölden är mörkbrun på den övre halvan, bronsfärgad på den undre. Antennerna är mörkbruna med undersidan på de yttre delarna rödbruna. Benen är bruna med de fyra bakre fötterna rödaktiga hos honan, rödbruna hos hanen. Vingarna är halvgenomskinliga med blekt brungula ribbor och genomskinligt rödbruna vingfästen. Bakkroppssegmenten är svartbruna hos honan, något ljusare hos hanen; hos båda könen med gulbruna till genomskinligt blekgula bakkanter. Behåringen är vitaktig och tämligen gles; hanen kan dock ha något kraftigare behåring i ansiktet under ögonen. Även honan kan ha något tätare behåring på bakre delen av bakkroppen. Som de flesta smalbin är arten förhållandevis liten; honan har en kroppslängd på 5,9 till 6,8 mm och en framvingelängd på 4,2 till 4,6 mm; motsvarande mått hos hanen är omkring 5 mm för kroppslängden och knappt 4 mm för framvingelängden.

## Utbredning
Utbredningsområdet omfattar västra British Columbia och västra Yukonterritoriet i västligaste Kanada.

## Ekologi
Lasioglossum yukonae är en sällsynt art som hittills endast påträffats på sandmarker som sandstränder och sanddyner. Den är polylektisk, den flyger till blommande växter från flera familjer. Den har bland annat setts på Prunus serrula i plommonsläktet.
Arten är eusocial, den bildar samhällen med tre kaster, drottningar, hanar (drönare) och arbetare, där de parningsdugliga honorna, drottningarna, övervintrar som vuxna. Boet grävs ut i marken.

## Etymologi
Artepitetet, yukonae, är valt dels som en hänsyftning till Yukon; dels som ett tack från auktorn, Jason Gibbs, till hans fru Yuko Nozoe för hennes stöd till hans biforskning.